# 樋詰橋
樋詰橋（ひのつめばし、ひつめばし）は、埼玉県桶川市川田谷の荒川に架かる桶川市道18号線の冠水橋である。

## 概要
橋は荒川の河口から51.6キロメートルの地点に架かる。現行橋は全長49.48メートル、幅員3.14メートルの木桁橋で、下部工（橋脚）は直径400 mmの鋼管製（パイルベント橋脚）である。橋台はコンクリート製である。上部工（橋桁）において、地覆は木製で高さ160 mmであり、その外側端にパイプ（ガス管）を立ててロープを張った簡易な欄干が設置されている。橋の主要部材となる木材は杉や米松が使用され、クレオソート油を塗布して防腐処理が施されている。各種通行制限があり、幅員制限は標識にて1.8  mで橋の両入口に進入制限用のポールがあり、設計荷重は農業用トラクターを通すため6トンだが、重量制限は標識にて3.0 tの規制が敷かれている。スリップ防止のため、路面はアスファルト舗装が施されている。道幅が狭いことから片側交互通行である。管理者は桶川市である。右岸側の取り付け道路は荒川右岸の堤防に設けられた長さ961.8メートルの横堤の出丸第二横堤（1934年2月9日竣工）に至る。
近接する開平橋や太郎右衛門橋が通勤時間帯である朝夕を中心に混雑し、桶川・上尾市から川島町方面、および入間川に架かる冠水橋の出丸橋を経由して川越市方面への抜け道となるため、冠水橋としては通行量はかなり多い。桶川市の1993年（平成5年）の調査によると、1日当たりの通行量は自転車も含めておよそ1700台で増加傾向であった。なお、開平橋と太郎右衛門橋の間はおよそ5 km強離れている。冠水橋なので、荒川の増水時は欄干が撤去され、通行止めとなる事がある。欄干の着脱は管理要員として年間委託された近隣住民が行なっている。
2012年（平成24年）に川上に架かる北本市高尾の高尾橋が本橋同様の木桁橋からコンクリート桁橋に改修された。かつては鴻巣市原馬室の原馬室橋や、上尾市平方の西野橋なども木橋の冠水橋であったが、何れの橋も主構造が木桁以外に更新されたため、荒川本流で残る木橋の道路橋は樋詰橋が唯一となった。

## 歴史

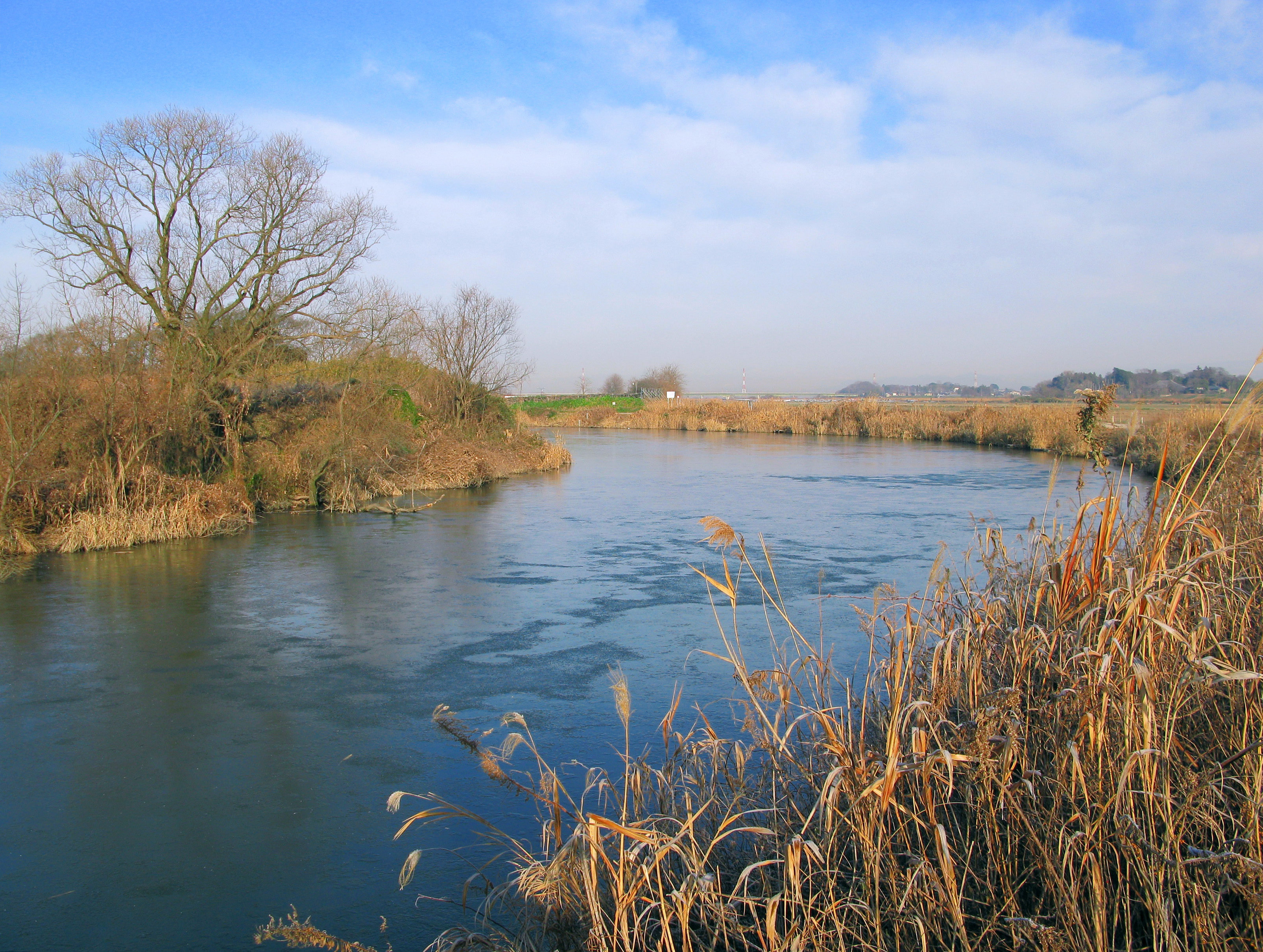
旧荒川（荒川の旧流路）の一部

荒川は昔、樋詰村（現桶川市大字川田谷字樋詰）の南西にある「旧荒川」を含む流路が本流だった。
極端に蛇行していた部分で、氾濫を繰り返していたため、1920年（大正9年）より開始された荒川の河川改修の一環で、昭和初期に行われた荒川の河川改修などによる流路変更によって直線化されたことにより、荒川と旧荒川の間に取り残された同地区の農耕地を結ぶ生活道路となっている橋である。

### 高畠の渡し
かつては樋詰橋付近の旧荒川で、現在の桶川スポーツランドが立地する場所の辺りに「高畠の渡し」と称される渡船場が明治期の中頃より存在していて川田谷村字樋詰（旧樋詰村）と出丸村出丸下郷（旧出丸下郷村）を結んでいた。渡船場には渡し守が一人常駐していた。この渡船場は当時の地元有力者が桶川と川越を結ぶ交通路を想定して入間川の「土橋の渡し」（現出丸橋）と共に設けたものと云う。この渡船場は大正期より実施された荒川の河川改修に伴ない、捷水路（新河道）が開削されたことにより自然消滅する形で廃止された。
その荒川の新河道には1927年（昭和2年）頃より渡船に代わって舟を4艘並べて固定し、舟の上に木の板を渡した舟橋が現在の樋詰橋とほぼ同じ場所に架けられ、1937年（昭和12年）〜1938年（昭和13年）頃まで使用された。橋から誤って転落して命を落とした人もいたという。

### 木造冠水橋

樋詰橋の渡り初め（1962年）

その後はかつての出丸橋や太郎右衛門橋に似た木製の橋脚で、上流側に丸太を斜めに傾けた木組みの流木避けが設置されていた木造冠水橋が架けられた。木製の地覆はあるが、欄干は設置されていない。所謂昭和の大合併により1955年（昭和30年）3月10日に川田谷村が合併し、橋の所在地が桶川町（現桶川市）となった。この橋は1961年（昭和36年）10月27日に発生した台風第26号由来の豪雨よる洪水で翌日夜半に流失した。橋桁は大和町（現和光市）まで流されていて10月30日および11月1日に地元民の協力を受けて回収作業が行なわれ、2台のトラックを使って現場から運び出され、地元の樋詰氷川神社境内に保管された。橋は通行止めになりその間、工事を急ぐため自衛隊に工事を打診したところ、朝霞駐屯隊建設群が11月4日に現場に視察に訪れ、その結果作業隊約30名が動員され、11月20日に工事着手された。工事は順調に進捗し、11月28日には仮橋が架けられ仮復旧工事が完了した。仮橋は町に引き渡され、12月1日より通行可能となった。仮橋の幅員は1.5メートルで重量制限は1トンで、マメトラ耕耘機も通れるようになった。復旧が急がれたのは、重要な交通路であったことや、農繁期であったためであった。全面復旧は翌年6月1日で、10時より開通式が挙行され、町長の手によるテープカットのほか、神官を先頭に三組の夫婦や参加者一同による渡り初めが行なわれた。

### 1966年の橋

架設当初の現樋詰橋（1966年）

1965年（昭和40年）8月、台風17号よる洪水で流失した。その後仮設の橋が架けられたが、1966年（昭和41年）4月より同年8月中旬ごろの完成を目標に復旧工事が行なわれ、同年度中に鋼管パイル製の橋脚を持つ、現在の形式の冠水橋に架け替えられた。橋長は49.6メートル、幅員は3.6メートルであった。工事はKK島村組が請け負った。架設に要した工費は1044万円であった。今後は流失または損壊するたびにこの橋梁形式が今日まで踏襲され続けることとなる。
1982年（昭和57年）8月の台風10号による洪水でも橋が一部損壊したため通行不能となり、同年9月の台風第18号が追い打ちをかける形でさらに損壊が深刻化した。復旧工事は渇水期を待って行われることとなり、同年11月より3ヶ月の工期をかけて橋の架け替えが行なわれた。
1996年（平成8年）秋、台風17号よる洪水で流失し、1997年（平成9年）3月5日に復旧工事が完了し、開通している。復旧は国からの補助を受け、要した工費は2540万円であった。
2011年（平成23年）夏、台風12号による水害で橋が損壊し、2012年（平成24年）1月中旬より復旧工事のため通行止めの措置が取られたが、工事の際に主桁の腐食が見つかったため、橋桁を全架け替えすることとなった。復旧工事が完了し、予定より10日ほど前倒しの同年4月17日10時より通行止めが解除されている。
2022年（令和4年）7月5日に転落防止柵の補修が行なわれた。補修作業の際は橋の通行止めが実施された。

## 橋の周辺

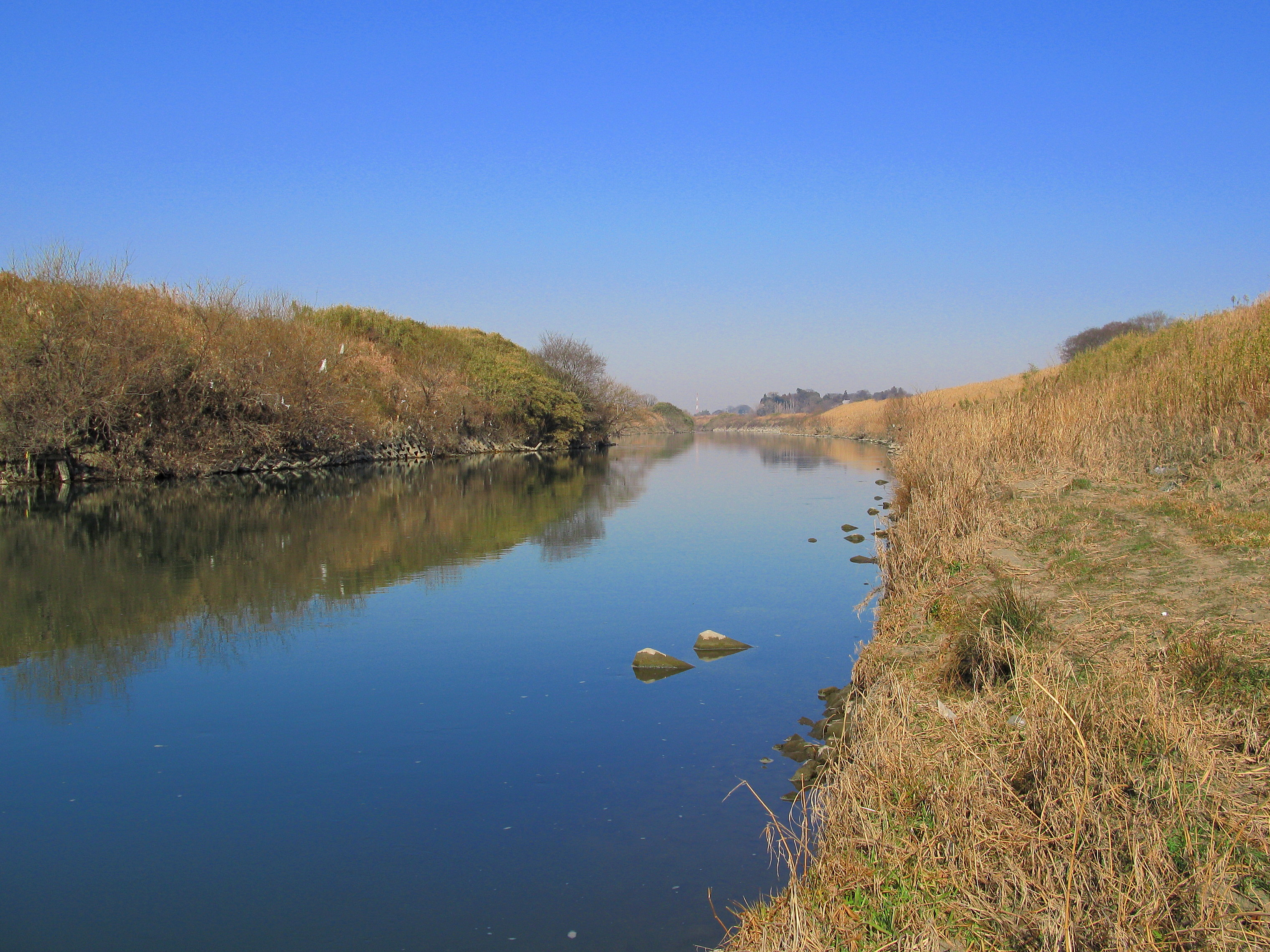
樋詰橋周辺の荒川

周辺は広大な堤外地（河川敷）を右岸側に有している。荒川が複雑に蛇行していた名残で、一部は河跡湖として残っている。河川敷は主に農地になっている。また横堤の川下側にハンノキ林がある。橋付近の堤外地には鹿（ニホンジカ）も出没する。
右岸側は荒川沿いの低地に位置し、連続した堤防が設けられているが、左岸側は大宮台地の南方に延びる舌状台地の先端に位置しており、連続した堤防が存在しない。旧荒川で桶川市と川島町との境界を成しているほか、橋の下流側は江川を挟み上尾市の市域となっている。
- 江川（下流域にサクラソウ自生地がある）
- 宮下堤・宮下樋管
- 熊野神社古墳（埼玉県指定史跡）
- 樋詰氷川神社
- 榎本牧場
- 殿山城跡
  - 殿山古墳
- 天台宗徳星寺
- ホンダエアポート
- 桶川スポーツランド
- 出丸グラウンド - 出丸第二横堤の付け根の場所に所在
- 旧川島町立出丸小学校
- 埼玉県道155号さいたま武蔵丘陵森林公園自転車道線（荒川サイクリングロード）
- 県央ふれあいんぐロード（サイクリングロード）

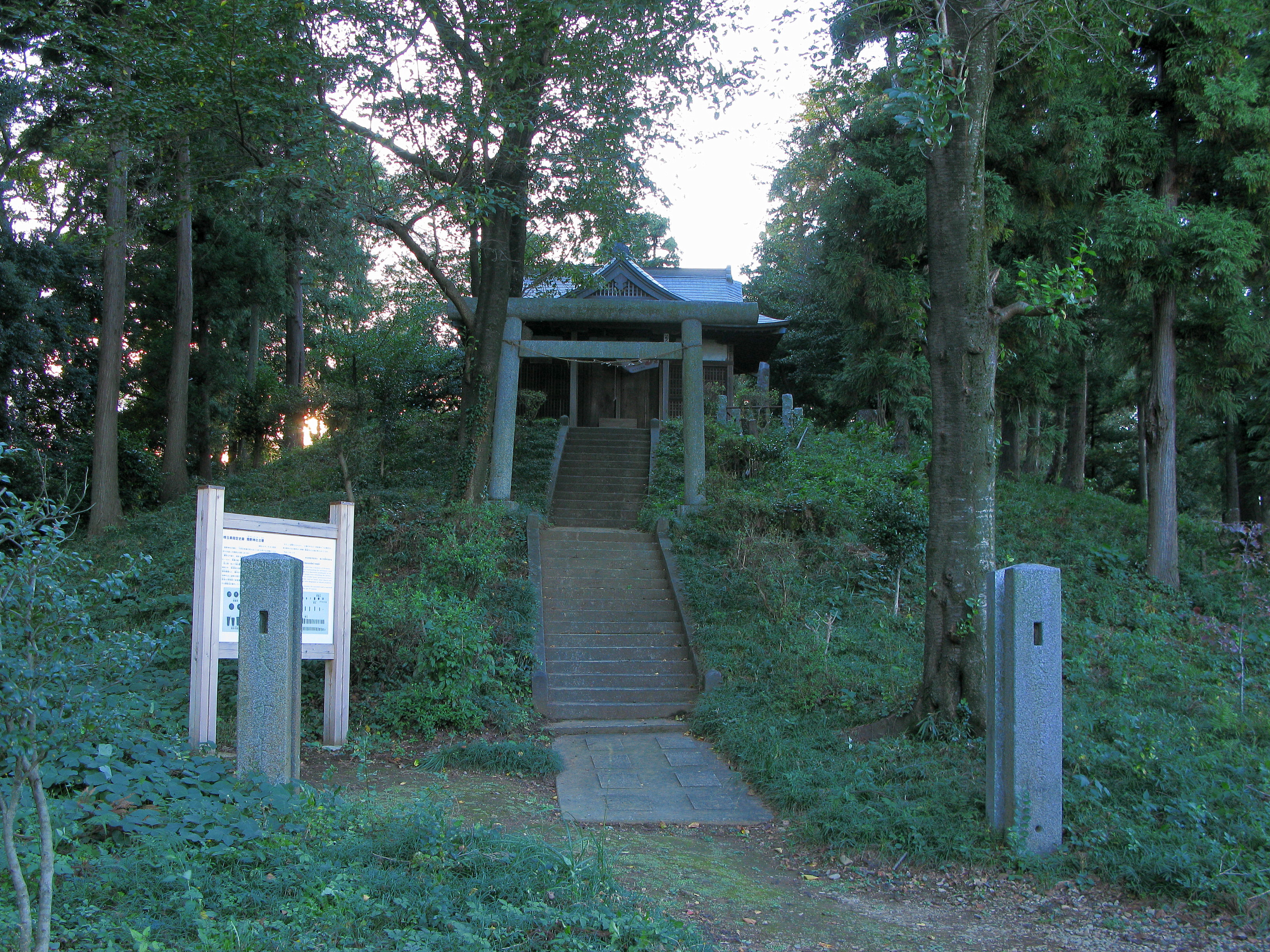
熊野神社古墳
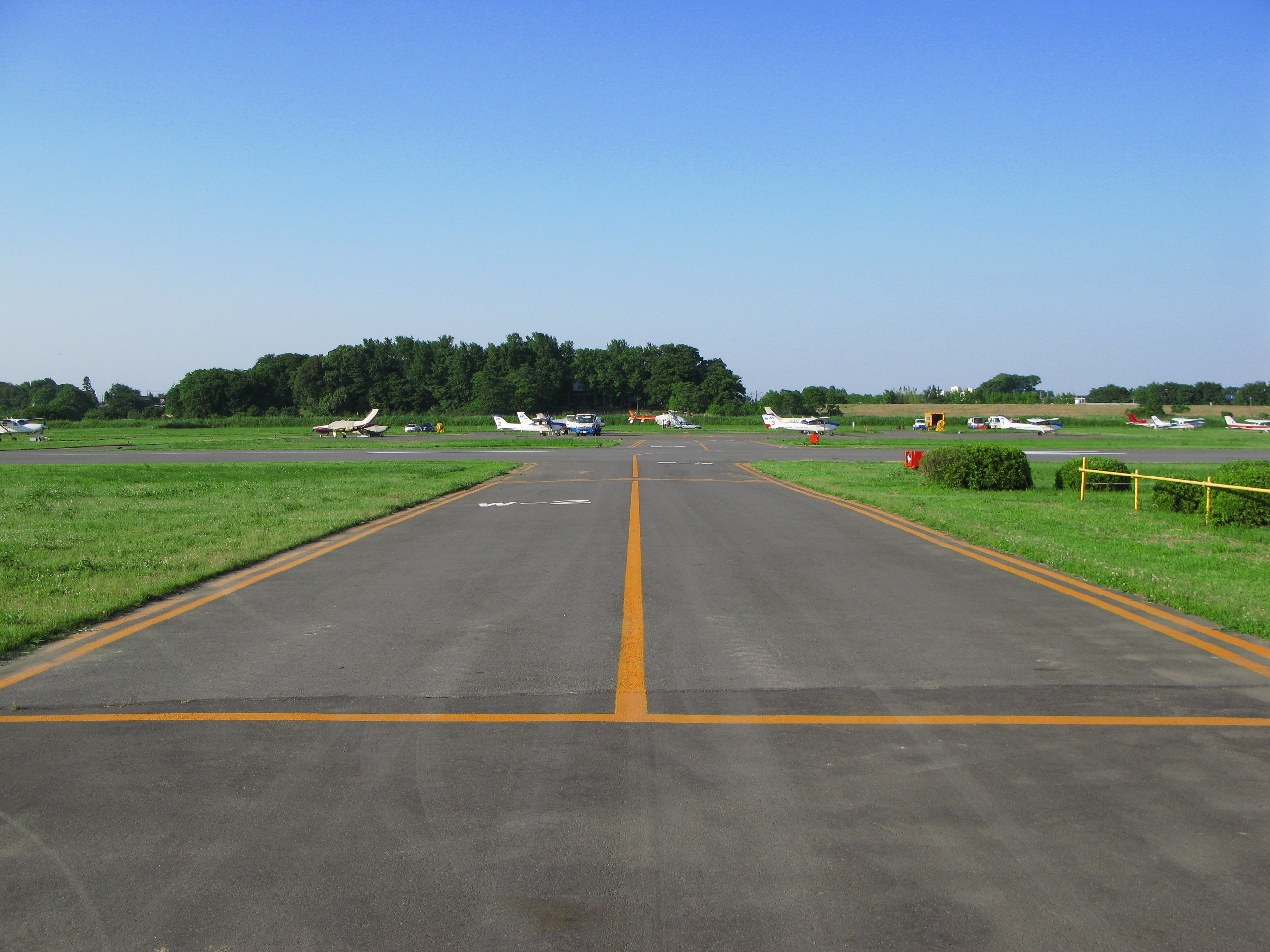
ホンダエアポート

## 風景

流失した先代の樋詰橋（1965年8月）。
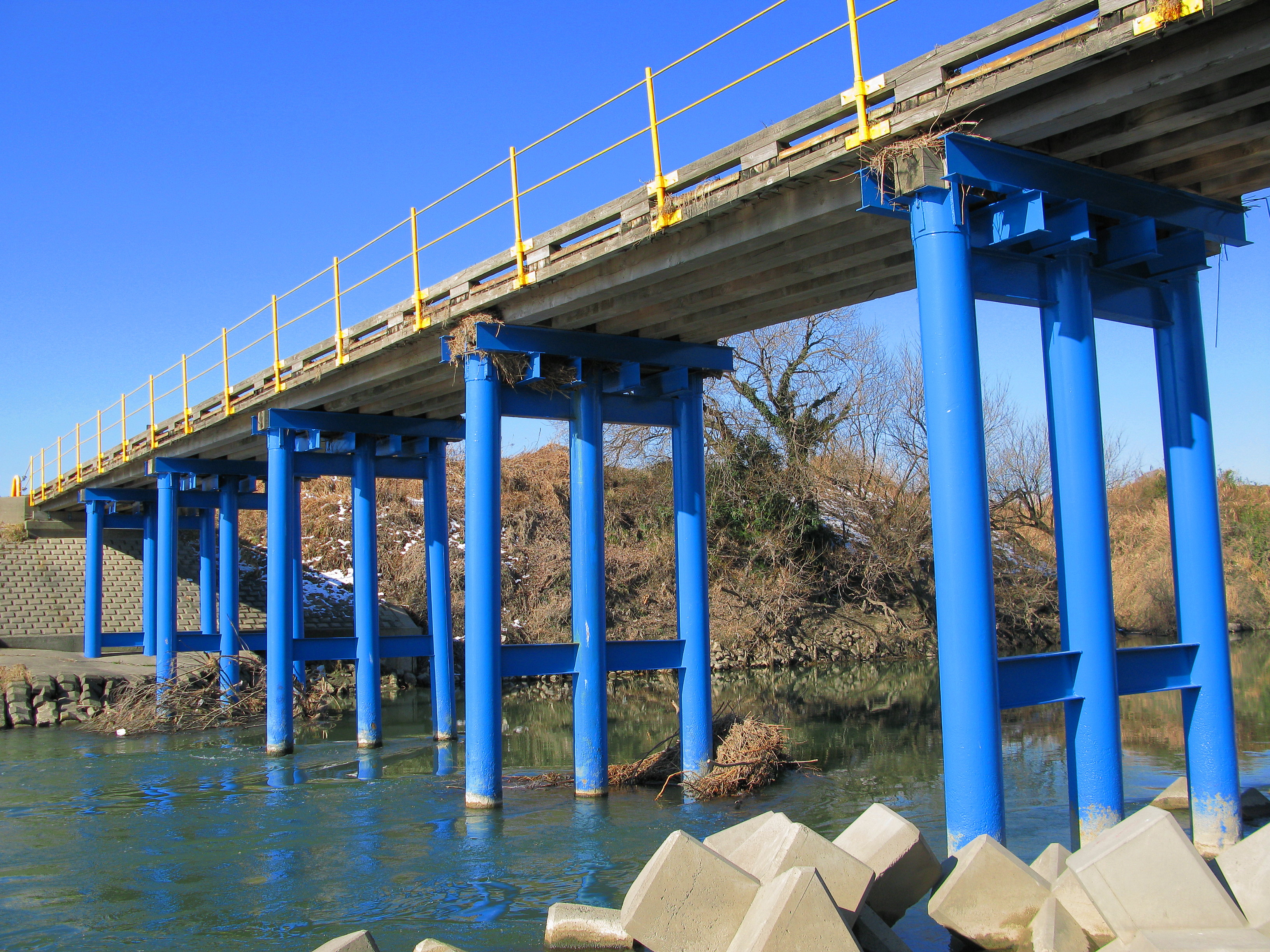
左岸下流側、低水敷より望む。主構造に木材が使用されていることが分かる。
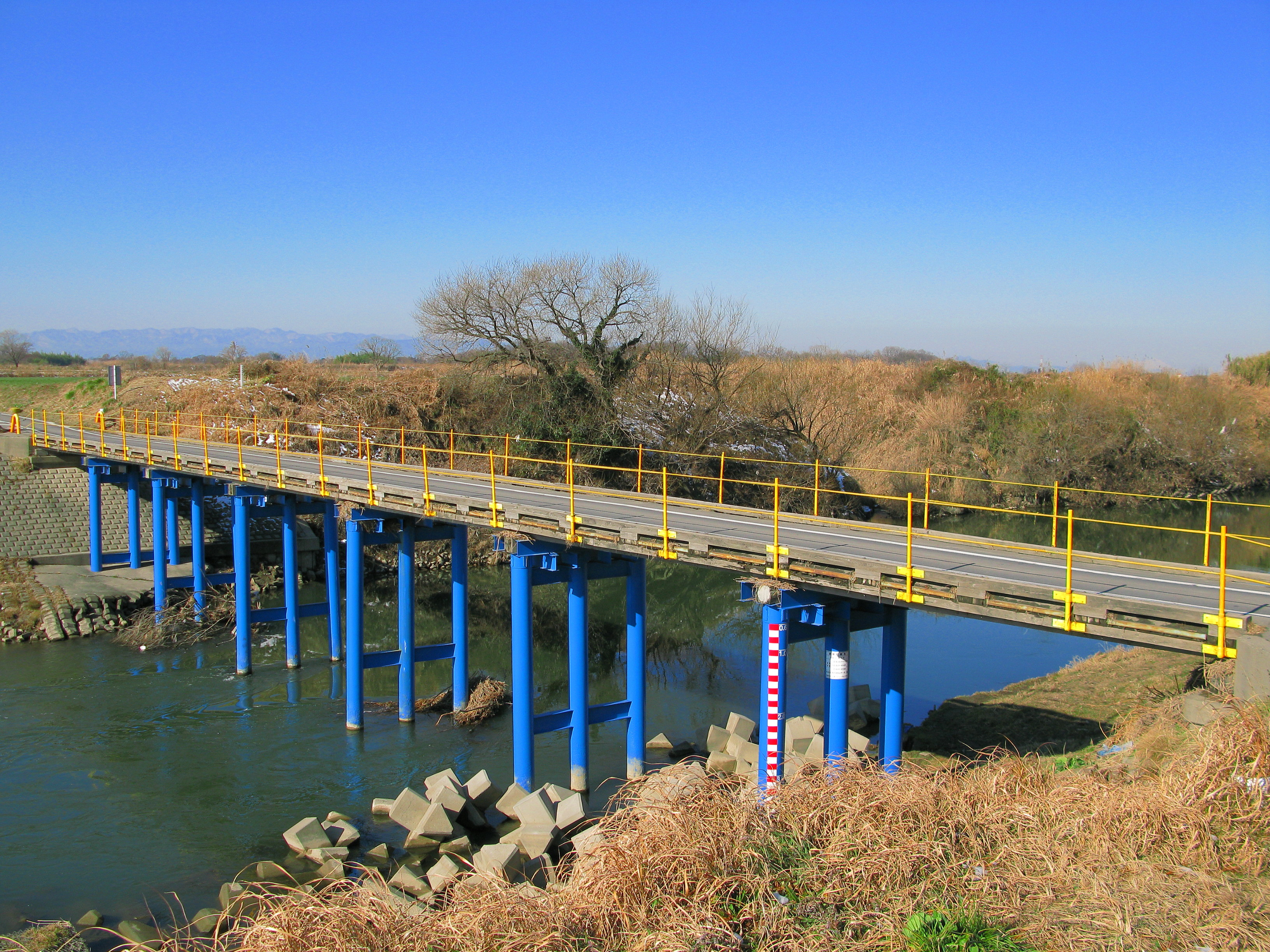
左岸下流側、高水敷より望む。
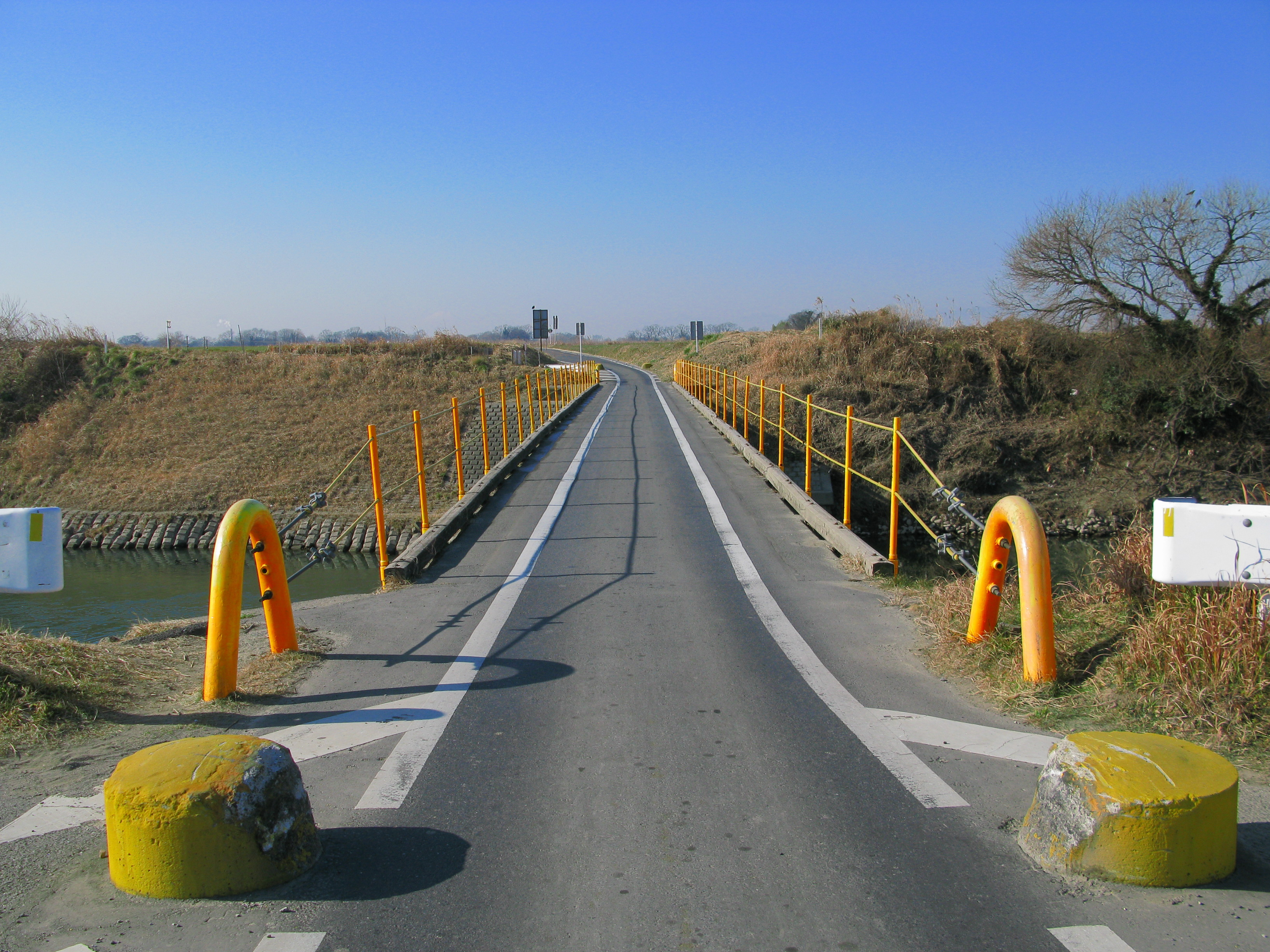
東側より川島町方面を望む。左右の黄色い侵入制限ブロックはポールに改修されている。
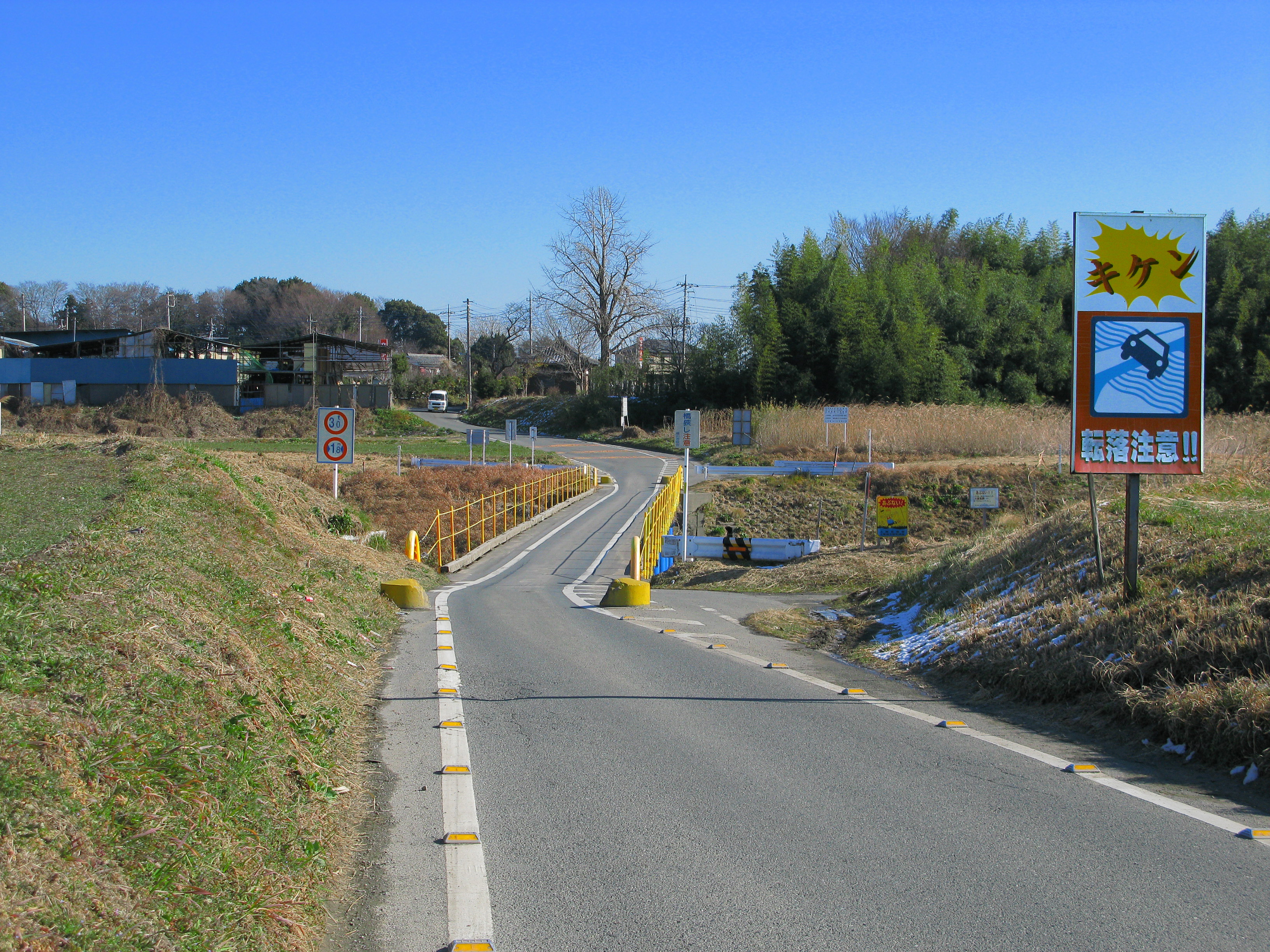
西側より桶川市街地方面を望む。

## 隣の橋
- 荒川

（上流） - 圏央道荒川橋 - 太郎右衛門橋 - 樋詰橋 - 西野橋 - 開平橋 - （下流）